# Lactarius lamprocystidiatus
Lactarius lamprocystidiatus é um fungo que pertence ao gênero de cogumelos Lactarius na ordem Russulales. Foi primeiramente descrito cientificamente por Verbeken e Horak em 2000.